# ロマのフ比嘉
ロマのフ 比嘉（ロマのフ ひが、英語表記: ROMANoV HiGA, 本名：比嘉 一博、1973年 - ）は、日本の3DCGアニメーション作家、演出家、映画監督。
和歌山県生まれ。1978年、沖縄県・宮古島へ転居。1996年、電気通信大学卒業。

## 来歴
プロジェクトチームDoGA主催の第9回アマチュアCGアニメコンテスト(1997年)において、作品『ONE DAY, SOME GIRL』がグランプリを受賞。1999年からナムコに在籍。2001年4月同社退職。現在フリーランスで映像製作を手がけつつ自主制作作品も製作。2002年から2003年にかけて発表した『URDA』でブレイク。現在では日本の代表的な3DCGアニメーション作家となっている。
後に同コンテストでは新海誠がグランプリを受賞している。
2007年10月1日には沖縄県の宮古島市に本社を、また東京都の新宿区にスタジオを構えてスタジオアールエフを創業し、代表取締役に就任した。

## 作風
3DCG作品を主に手がけ、アクションにこだわった演出が特徴。自主制作作品に限ればすべて3DCGである。また『URDA』を除く自主制作作品すべてが英語音声（日本語字幕）である。
最新作である『CATBLUE:DYNAMITE』では、前作の『警察戦車隊 TANK S.W.A.T. 01』までは使用されてこなかったモーションキャプチャを初めて使用することで、キャラクタの自然な動きを表現できるようになった。

## 代表作品

### 自主制作
- 『ONE DAY, SOME GIRL』（1997年）
- 『Burst』（1997年）
- 『SANDSTORM "Debut"』（1998年）
- 『SANDSTORM "Scoop"』（1998年）
- 『Wired Bob』（1999年）
- 『SOMETHING』（2001年）
- 『URDA』（2002年 - 2003年）
- 『CATBLUE:DYNAMITE』（2006年）

### 商業監督作品
- 『警察戦車隊 TANK S.W.A.T. 01』（2006年） デジタルトキワ荘プロジェクト第一弾
- 『武装中学生』（2011年）
- 『いとしのムーコ』（2015年）

## その他作品
- 『ガングレイヴ』（内藤泰弘・レッド・エンタテインメント/2002年）
PlayStation 2版
OP・ED・一部幕間のムービー演出・絵コンテ・製作。
- 『ギャラクシーエンジェル』 (2002年 - 2003年)
Windows版/PlayStation 2版/Xbox版
冒頭の発進シーンのムービー製作。
- 『ガングレイヴO.D.』（内藤泰弘・レッド・エンタテインメント/2003年）
PlayStation 2版
OP・ED・幕間の全ムービー演出・絵コンテ・製作。
- 『Princess Holiday 〜転がるりんご亭千夜一夜〜』（オーガスト・アルケミスト/2004年）
PlayStation 2版
アドバタイズムービー演出・製作。
- 『月は東に日は西に 〜Operation Sanctuary〜』（オーガスト・アルケミスト/2004年）
ドリームキャスト版/PlayStation 2版
アドバタイズムービー演出・製作。
- 『BALDR FORCE EXE』（戯画・アルケミスト/2004年）
ドリームキャスト版
幕間ムービー絵コンテ・演出・製作。
- 『BALDR FORCE EXE』（戯画・アルケミスト/2005年）
PlayStation 2版
アドバタイズムービー演出・製作。
- 『天下人』（セガ/2006年）
PlayStation 2版
幕間ムービー絵コンテ
- 『HELLSING』（ジェネオンエンタテインメント/2006年）
オリジナル・ビデオ・アニメーション
アクション演出補
- 『バルドバレット イクリブリアム』（戯画・アルケミスト/2007年）
PlayStation 2版
アドバタイズムービー演出・製作。
- 『RIDEBACK -ライドバック-』（マッドハウス/2009年）
テレビアニメ
エンディングアニメーション絵コンテ
- 『未来日記』（アスリード/2012年）
テレビアニメ
後期オープニング・エンディングアニメーション3DCGI
- 『つぐもも』（ゼロジー/2018年）
テレビアニメ
第5話（5本目）絵コンテ
- 『荒野のコトブキ飛行隊』（GEMBA/2019年）
テレビアニメ
第10話 絵コンテ